# Departamento Pastos Grandes
Pastos Grandes (también denominado Centro) fue un antiguo departamento de Argentina que formó parte del Territorio Nacional de Los Andes, existente entre 1900 y 1943. Tenía cabecera en el villorrio de Santa Rosa de los Pastos Grandes. Este departamento tenía una extensión aproximada de 20 000 km² y se ubicaba en el centro de la gobernación.
Desde 1943 forma parte del departamento de Los Andes de la provincia de Salta, junto con el también desaparecido departamento San Antonio de los Cobres.

## Historia
El decreto del 19 de mayo de 1904 señaló los límites del departamento:

X.— LOS ANDES.
 Art. 16. Queda dividido el Territorio de Los Andes en cuatro departamentos, con los nombres y límites siguientes: (...)
 II. — PASTOS GRANDES ó DEL CENTRO
 Capital: Caserío de Pastos Grandes.
 Norte — Límite Sur del Departamento Susques.
 Este — Cordillera Oriental hasta el Abra de Chorrillos.
 Sur — Línea que, partiendo del Cerro Ratones, se dirija á la Sierra de Arcibarca, terminando en el Cerro del Azufre, de la Cordillera Occidental.
 Oeste — Límite con Chile. (...).
Decreto del 19 de mayo de 1904

El 3 de diciembre de 1905 se nombró la primera autoridad local del territorio: José Santos Guitian como «alcalde primero» de los caseríos de Catua (hoy en la provincia de Jujuy) y Guaytiquina (en Pastos Grandes), estableciéndose también la jefatura y la comisaría de Pastos Grandes.
Se dedicaba exclusivamente a la actividad ganadera y la minería, destacándose las salinas. En el censo territorial de 1914 fue el único departamento sin tierras cultivadas con cereales, legumbres y hortalizas.

## Población
| Gráfica de evolución demográfica del Departamento Pastos Grandes entre 1901 y 1914. |
|                                                                                     |
| Fuente:                                                                             |